# Michail Petrowitsch Dewjatajew

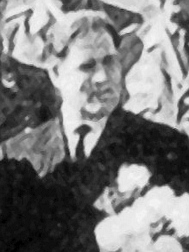
Michail Petrowitsch Dewjatajew (1972)

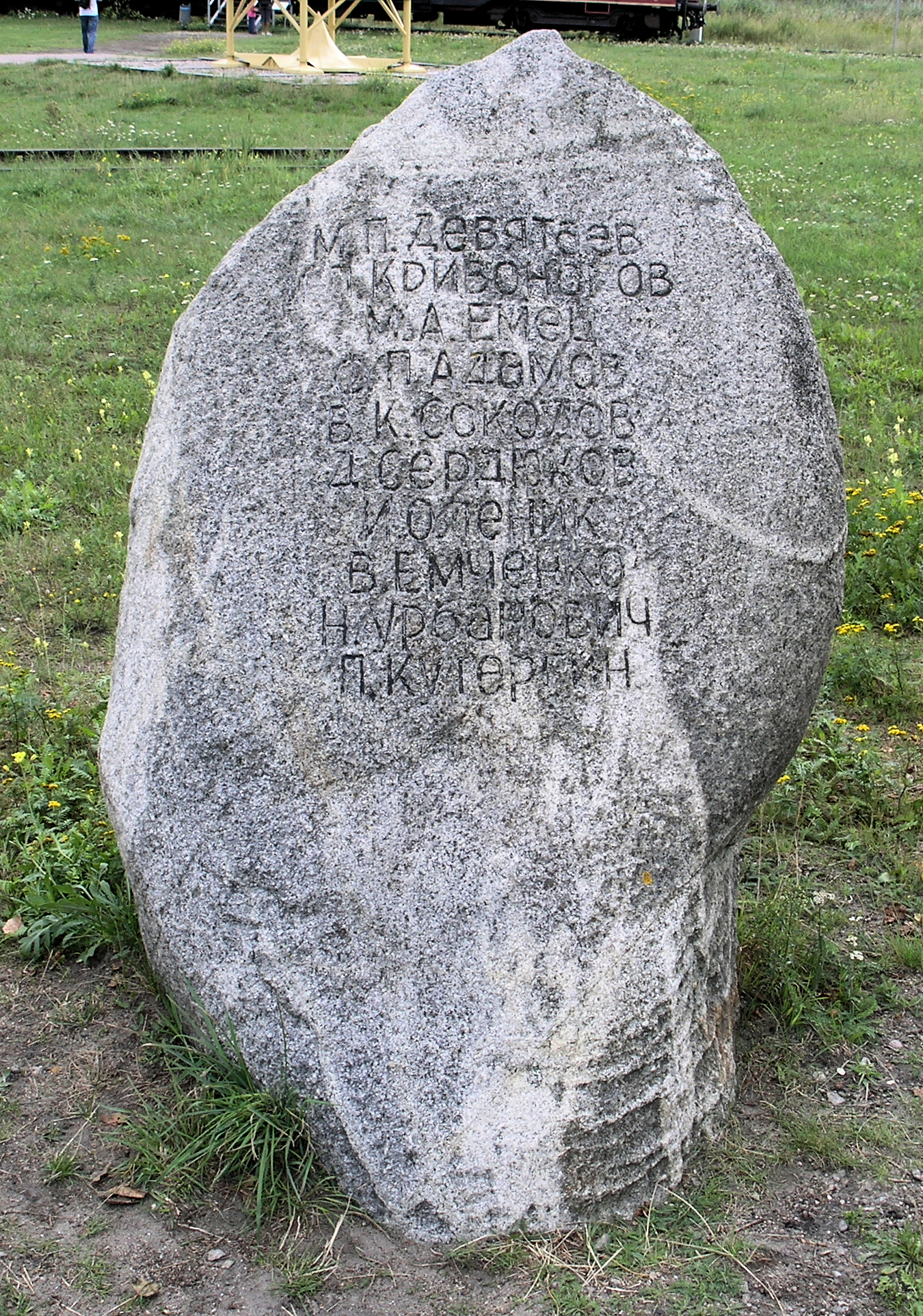
Gedenkstein in Peenemünde, Ostseestraße mit den Namen „M. P. Dewjatajew“ und (darunter) der 9 mit ihm geflohenen Häftlinge, in Kyrillisch

Michail Petrowitsch Dewjatajew (russisch Михаил Петрович Девятаев; * 25. Junijul. / 8. Juli 1917greg. in Torbejewo; † 24. November 2002 in Kasan) war Leutnant und Kampfflieger der Roten Armee. Er wurde bekannt durch seine spektakuläre Flucht kurz vor dem Ende des Zweiten Weltkrieges mit einem deutschen Flugzeug aus dem zur Erprobungsstelle der Luftwaffe Peenemünde-West auf der Insel Usedom gehörenden Arbeitslager Karlshagen I (siehe Mahn- und Gedenkstätte Karlshagen), einem Außenlager des Konzentrationslagers Ravensbrück. Dort waren vorwiegend sowjetische Kriegsgefangene zur Zwangsarbeit untergebracht.
Nachdem er sich aufgrund von Zweifeln am Ablauf der Flucht zunächst Vorwürfen der Kollaboration mit den Deutschen ausgesetzt sah und zwei Monate in Untersuchungshaft verbracht hatte, kam er im Sommer 1945 nach Hause. Zwölf Jahre später wurde er durch Bemühungen von Sergej Koroljow in der sowjetischen Öffentlichkeit bekannt und mit dem Ehrentitel „Held der Sowjetunion“ ausgezeichnet. Er flog jedoch nie wieder ein Flugzeug, sondern arbeitete in seinem erlernten Beruf als Schiffsführer in der zivilen Schifffahrt.

## Leben

### Ausbildung und Militärdienst
Dewjatajew wurde 1917 in Torbejewo als dreizehntes Kind einer Bauernfamilie geboren. Er begann an der Fachschule für Schifffahrt in Kasan eine Ausbildung zum Schiffsnavigator, die er 1938 mit der „Berechtigung eines Gehilfen des Kapitäns auf Wolgaschiffen“ abschloss. Während der Fachschulzeit schrieb er sich am örtlichen Aeroklub ein. Anschließend war er Kapitän auf einem kleinen Schiff auf der Wolga. Im selben Jahr wurde er in die Rote Armee eingezogen und begann seine Ausbildung zum Jagdpilot an der 1. Orenburger Fliegerschule „I. S. Polbin“, die er 1940 beendete und anschließend mit Dienstgrad Unterleutnant zur 15. Luftarmee versetzt wurde.
Bereits zwei Tage nach dem deutschen Angriff auf die Sowjetunion erzielte Dewjatajew am 24. Juni 1941 seinen ersten Abschuss – eine Ju 87. Er wurde dafür mit dem Rotbannerorden ausgezeichnet. 1942 flog er eine MiG-3 bei der Verteidigung Moskaus. Bei Luftkämpfen über Tula wurde er abgeschossen und schwer am Oberschenkel verwundet. Nach einem darauffolgenden längeren Lazarettaufenthalt setzte man ihn auf Anraten der Ärzte zunächst als Pilot einer U-2 auf Bomben- und Versorgungsflügen und zum Transport von Verwundeten, teilweise auch aus dem feindlichen Hinterland, ein. Für diese Flüge erhielt er ein zweites Mal den Rotbannerorden. Nach einem Treffen mit Alexander Pokryschkin im Mai 1944 wurde er dann wieder Jagdflieger in der 2. Luftarmee, in der dieser diente. Im gesamten Kriegsverlauf erzielte Dewjatajew bei 150 Einsätzen neun Abschüsse deutscher Flugzeuge.

### Gefangennahme und Flucht
Am 13. Juli 1944 wurde Dewjatajew als Kettenkommandeur im 104. GwIAP (Gardejagdfliegerregiment) auf seinem 185. Einsatz, bei dem er als Rottenhund für seinen Regimentskommandeur flog, hinter den deutschen Linien in der Ukraine bei Lwow abgeschossen. Nach dem Absprung aus seiner La-5 wurde er schwer verwundet gefangen genommen. Zunächst wurde er im Konzentrationslager Klein-Königsberg in der Nähe von Łódź gefangengehalten. Zusammen mit Mitgefangenen grub er einen Fluchttunnel. Nach dem gescheiterten Fluchtversuch am 13. August wurde er Ende September in das Konzentrationslager Sachsenhausen verlegt. Angeblich soll er dort mit der Hilfe von Mitgefangenen die Identität eines verstorbenen Häftlings angenommen und fortan unter dem Namen „Nikitenko“ gelebt haben. Im November gelangte er schließlich in das zur Erprobungsstelle der Luftwaffe Peenemünde-West gehörende KZ-Arbeitslager Karlshagen I, in dem vorwiegend sowjetische Kriegsgefangene zur Zwangsarbeit untergebracht waren. Im Häftlingsverzeichnis des KZ-Arbeitslagers Karlshagen I, wurde er unter der Nummer 11024 mit dem Namen „Dewjatajew, Michail“ geführt, was der später in der Sowjetunion und der DDR tradierten Legende widerspricht, er habe sich in Sachsenhausen eine neue Identität verschafft.
Ein deutscher Mithäftling sorgte dafür, dass Dewjatajew in ein Kommando eingeteilt wurde, das direkt auf dem Flugplatz tätig war. Dort musste er mit anderen Kriegsgefangenen beschädigte Startbahnen ausbessern und dort abgestellte Erprobungsflugzeuge tarnen. Dewjatajew begann daraufhin zusammen mit einer kleinen Gruppe von Gefangenen, Fluchtpläne auszuarbeiten. So beobachteten sie die Startvorbereitungen der deutschen Piloten, ein Mitglied der Gruppe übersetzte die deutschen Beschriftungen von Instrumenten aus Flugzeugwracks. Wichtig während dieser Vorbereitungen war, dass Dewjatajew einem deutschen Piloten dabei zusehen konnte, wie dieser eine zweimotorige Heinkel He 111 zum Start vorbereitete. Der Pilot zeigte dabei Dewjatajew bereitwillig alle dafür notwendigen Abläufe und Handgriffe.
Am 8. Februar 1945 war es dann soweit. An diesem Tag bestand das Arbeitskommando aus zehn sowjetischen Häftlingen, welches nur von einem Soldaten bewacht wurde. Die Häftlinge hatten die Aufgabe, mehrere Bomber vom Typ Heinkel He 111 mit großen Tarnnetzen abzudecken. Um die Mittagszeit waren sie mit dem Wachsoldaten, dem Gefreiten Alfred Johnen, allein auf dem Flugplatz. Die Häftlinge erschlugen den Landsturmmann, bestiegen eine He 111, und es gelang Michael Dewjatajew nach der Meisterung einiger Probleme, den Bomber zu starten. Außer Dewjatajew als Pilot waren an der Flucht noch Wladimir Sokolow, Iwan Kriwonogow, Michail Jemez, Pjotr Kutergin, Wladimir Nemtschenko, Nikolaj Urbanowitsch, Trofim Serdjukow, Fjodor Adamow und Iwan Olejnik beteiligt. Versuche von deutscher Seite, das Flugzeug abzufangen, schlugen fehl. Sie flogen in Richtung Südosten und überquerten nach einiger Zeit über Pommern die Frontlinie. Da sie in einem deutschen Bomber flogen, wurden sie von der sowjetischen Flak beschossen. Dewjatajew gelang es den Bomber auf einer Wiese notzulanden. Die geflohenen Häftlinge wurden von ihren Genossen aber nicht mit offenen Armen empfangen, denn die sowjetischen Offiziere vom militärischen Nachrichtendienst SMERSch zweifelten die Darstellung Dewjatajews an. Auf Seiten der sowjetischen Abwehr war man der Ansicht, dass eine Flucht ohne Zusammenarbeit mit der deutschen Seite unmöglich gewesen wäre. Dewjatajew wurde verdächtigt, deutscher Spion zu sein, und in eine Strafeinheit der Armee versetzt. So blieb Dewjatajew bis September 1945 in Haft und wurde immer wieder verhört. Seine neun Kameraden wurden bereits kurz nach der Flucht in die kämpfende Truppe eingereiht und an besonders verlustreichen Frontabschnitten eingesetzt. Nur drei von ihnen haben die Kämpfe um Berlin überlebt, sechs von ihnen fielen in den letzten Tagen des Krieges beim Kampf um Berlin. Dewjatajew wurde schließlich nur aus der Haft entlassen, nachdem Aussagen von früheren Mitgefangenen und ein Verhörprotokoll des deutschen Luftflottenkommandos 6 zu seiner Entlastung beigetragen hatten. Die Geflüchteten lieferten den sowjetischen Behörden angeblich wertvolle Informationen über das deutsche Raketenprogramm, obwohl sie in Peenemünde lediglich zu Hilfsarbeiten am Flugplatz herangezogen wurden und von der Entwicklung der V2-Rakete in der benachbarten Heeresversuchsanstalt Peenemünde nichts mitbekommen konnten.

### Leben nach dem Zweiten Weltkrieg
Nach dem Ende des Krieges war Dewjatajew als Hafenarbeiter in Kasan tätig. Erst 1957 wurde er vom Vorwurf der Kollaboration mit den Deutschen freigesprochen, nachdem der Leiter des sowjetischen Raumfahrtprogramms Sergei Pawlowitsch Koroljow sich für ihn eingesetzt und argumentiert hatte, dass die von Dewjatajew und seinen Begleitern gelieferten Informationen von entscheidender Bedeutung für die sowjetische Raumfahrt gewesen seien. Am 15. August desselben Jahres wurde Dewjatajew der Titel Held der Sowjetunion verliehen. Über ihn erschienen mehrere Bücher und Zeitungsartikel. Er lebte weiterhin in Kasan und arbeitete als Kapitän von Passagierschiffen auf der Wolga.
Dewjatajew war der erste Kapitän eines Tragflügelbootes vom Typ Meteor (1961).
Dewjatajew starb im Jahr 2002 in Kasan und wurde auf dem Ehrenfriedhof der Stadt beerdigt. In seiner Geburtsstadt Torbejewo ist ihm ein Museum gewidmet, in Kasan und in Peenemünde auf Usedom erinnern Denkmäler an ihn. Die Stadt Wolgast verlieh ihm am 17. Juli 1970 die Ehrenbürgerschaft. Bis kurz vor seinem Tod war er noch mehrfach zu Gast in Peenemünde, wo sich auf dem Gelände des Kraftwerks der ehemaligen Heeresversuchsanstalt heute das Historisch-Technische Museum befindet, in dem der Gedenkstein zur Flucht Dewjatajew zu besichtigen ist. Im Juni 1999 traf er dabei den deutschen Piloten, der damals den Auftrag bekommen hatte, ihn mit einer Junkers Ju 88 zu verfolgen und abzuschießen.
Dewjatajew war zweifacher Träger des Rotbannerordens und erhielt außerdem den Leninorden sowie den sowjetischen Orden des Vaterländischen Krieges erster und zweiter Klasse.

## Buch
Üer seine Flucht schrieb Dewjatajew ein Buch mit dem Titel Flucht von der Insel, Originaltitel: russisch Побег из ада Pobeg is ada deutsch: Flucht aus der Hölle

## Film
Im April 2021 erschien mit Dewjatajew eine von Timur Bekmambetow Regie geführte Filmbiografie über Dewjatajews Flucht aus Deutschland.